# Juel
|  | Ikke at forveksle med adelsslægten Juul |
Juel eller Iuel er en nulevende dansk, oprindelig i Nørrejylland hjemmehørende uradelsslægt. Der findes også borgerlige personer, som bærer navnet.

## Våben
Slægten fører en seks-, undertiden syvoddet guldstjerne over tre sølvstrømme i blåt felt, på hjelmen to blå-, hvid- ell. jernklædte arme, holdende stjernen. Samme skjoldmærke førtes i 1300-tallet af nogle til Ribe knyttede personer med andre tilnavne.

## Historie
Bevisligt begynder stamtavlen med lensmand på Skanderborg Slot Jens Juel til Ugelstrup i Ulvborg Herred (først omtalt 1410), der var fader til Palle Juel (levede 1454) og til lensmand på Økloster Iver Juel til Ugelstrup og Astrup (død 1468). Palle Juels efterslægt, der for længst er uddød ejede Åbjerg gennem mange generationer; en af hans ætlinge gav Juellingsholm dets navn. Mest kendt af hans linje blev rigsråd Jens Juel til Kjeldgård (1580-1634), der 1618-29 beklædte stillingen som statholder i Norge, hvor hans navn især knyttedes til omordningen af det norske hærvæsen og bjergværkerne. Blandt Iver Juels sønner skal her nævnes Ribe-bispen Hartvig Juel (død 1500) og Palle Juel til Udstrup og Ugelstrup, fra hvem hele den nulevende slægt nedstammer. Sidstnævnte var farfader til de to brødre, landsdommer Palle Juel til Pallesbjerg, Udstrup og Strandet, hvis sønnesøn var viceadmiralen Børge Juel til Lungegård (død 1653), og lensmand på Århusgård Jens Juel til Alsted (død 1563), der tjente som skibschef under Peder Skram. Med hans sønnesønner, landsdommer i Jylland, senere rigsråd Erik Juel til Hundsbæk (1591-1657), der under Kalmars belejring fik en hest skudt under sig, og lensmand på Bergenhus Jens Juel til Lindbjerggård (1594-1636), som var brødre, delte slægten sig i de to endnu blomstrende hovedlinjer.
Erik Juels ældste søn, oberstløjtnant Claus Juel til Vosborg (1621-1673), var fader til guvernør i Trankebar Axel Juel (1655-1720), hvis sønner døde unge, og til den ugifte kommandant i Glückstadt, generalløjtnant Erik Juel (død 1742), der 1710 førte regiment i slaget ved Helsingborg. Den næstældste søn, Peder Juel til Hundsbæk (1623-1656), der kun efterlod en datter, var 1647-55 dansk resident i Stockholm, hvor han havde det særlige hverv at holde øje med Corfitz Ulfeldts intriger; hans indberetninger og private korrespondancer herfra var overordentlig omfangsrige.
Det blev hans to yngre brødre, søhelten Niels Juel (1629-1697) og statsmanden Jens Juel (1631-1700), som kom til at kaste glans over den gamle slægt. Sidstnævnte blev ved patent af 10. december 1672 ophøjet i friherrestanden, samtidig med, at han oprettede baroniet Juellinge. Hans eneste søn døde ung, en datter, baronesse Sophie Cathrine (1666-1706), bragte baroniet til sin mand, etatsråd Frederik Vinds slægt. Søhelten Niels Juel ægtede Margrethe Ulfeldt, der 1690 var medstifter af Roskilde Adelige Jomfrukloster, hvis ene patron stedse har været et medlem af slægten Juel. Deres eneste søn, amtmand over Københavns Amt, etatsråd Knud Juel til Tåsinge (1665-1709), bestemte i sit testamente, at Tåsinge skulle oprettes til et stamhus (fundats 1. maj 1711, nyt stamhusbrev 18. februar 1767). Blandt hans mange børn skal nævnes den barnløse, ældste søn, stamhusets første besidder, oberst, kammerherre Niels Juel (1696-1766), der var en dygtig og sjælden fremsynet jorddrot og dertil stor ynder af videnskab og kunst, som i hans tid dyrkedes på Valdemar Slot af en kreds af sangere, musikere og skuespillere, kammerherre Jens Juel (1707-1774), der 15. januar 1768 oprettede stamhuset Lundsgård, som overgik til hans eneste barns, Elisabeth Juels, ægtefælle, grev Christian Ahlefeldt-Laurvigens slægt, og endelig den af sønnerne, der fortsatte linjen, gehejmekonferensråd og hvid ridder Carl Juel (1706-1767). Denne kom til at beklæde en række fremtrædende stillinger, han var således allerede fra 1735 assessor (dommer) i Højesteret, overhofmester hos dronningerne Louise og Juliane Marie 1746-54, derefter overhofmester for Sorø ridderlige Akademi, indtil han 1760 udnævntes til stiftamtmand på Fyn. Stamhuset Tåsinge tiltrådte han efter sin nævnte, ældste broders død. Han rostes stærkt af den preussiske gesandt, Haseler, der omtalte ham som et af de bedste hoveder i landet. Hans tredje hustru, Amalie Christiane von Raben (1736-1803), der som enke ægtede nedennævnte gehejmeråd Gregers Christian Juel, oprettede 20. februar 1797 stamhuset Juelsberg, som først tilfaldt hendes og Carl Juels barnløse søn, generalløjtnant, kammerherre Knud Frederik Juel (1766-1847), Danmarks gesandt i Paris 1822-36. I sit andet ægteskab med Anna Margrethe Juel, søster til samme Gregers Christian Juel, var Carl Juel fader til generalløjtnant, kammerherre Frederik Juel til stamhuset Tåsinge (1761-1827). Han indlagde sig stor fortjeneste som fremmelig og human godsejer; under rustningerne 1801 udnævntes han til chef for Fynske Landeværnsregiment, førte 1807 kommandoen over et kombineret troppekorps på Fyns østkyst og havde 1812-13 overkommandoen på øen. Hans ældste søn, kammerherre Carl Juel til stamhuset Taasinge (1780-1859), ægtede baronesse Sophie Frederikke Stieglitz Brockdorff, der bragte ham baroniet Scheelenborg, hvorpå han ved patent af 25. februar 1812 ophøjedes i friherrestanden med navnet Iuel-Brockdorff; deres efterslægt har senere besiddet såvel Tåsinge som Scheelenborg, der følger samme mand. Generalløjtnant Frederik Juel var endvidere fader til den kyndige og ansete rytterofficer, generalmajor Hans Adolph Juel (1789-1874), der 1848 fremsatte forslag til reorganisation af rytteriet, og som deltog i hele den første krig. 1836 havde han købt den da stærkt forfaldne hovedgård Villestrup, som han med stor bekostning og ved omhyggelig drift bragte i overraskende opkomst. Hans efterslægt er uddød. Hans yngste broder, forpagter af Nielstrup, Carl Johan Juel (1800-1881), født efter forældrenes separation 1795, blev opdraget på Tåsinge under navnet Engelbrecht, idet hans herkomst hemmeligholdtes. Hans søn, generalinspektør for rytteriet, generalmajor Carl Christian Emil Engelbrecht (1833-1913), blev fader til oberst, kammerherre Frederik Carl Johannes Engelbrecht Juel (1860-1928), 1907-20 chef for Gardehusarregimentet og forfatter til en bog om dettes historie, og til kaptajn, kammerherre Carl Julius Engelbrecht Juel (1862-1941), ceremonimester hos kongen fra 1908, tillige 2. hofmarskal 1912. Efter fremlagte bevisligheder blev disse to brødre 1915 anerkendt af slægten Juel som fødte og bårne medlemmer af samme, hvorpå de antog det dem rettelig tilkommende slægtsnavn.
Ovennævnte Jens Juel til Lindbjerggård (død 1636) var fader til hofjunker Henrik Juel til samme gård (1627-1707) – hvis sønneløse sønner var viceadmiral Just Juel (1664-1715) og den 1712 ved Gadebusch faldne oberstløjtnant Henrik Juel til Elvedgård – og til patron for Sorø Akademi, oberst Peder Juel til Vrejlev Kloster (1634-1676). Dennes yngre søn, generalmajor af rytteriet Christian Juel til Strandet (1668-1717), udmærkede sig ved Wismar og Gadebusch; hans søn døde ugift. Oberst Peder Juels ældre søn, skoleherre for Herlufsholm, generalløjtnant og hvid ridder Gregers Juel til Trudsholm, Åstrup og Kongsdal (1667-1731), ægtede søhelten Niels Juels datter Vibeke, da enke efter admiral Christian Bielke til Basnæs. Deres søn, ceremonimester, gehejmeråd, kammerherre og hvid ridder Peder Juel til Åstrup, Eriksholm og Hverringe (1707-1779), oprettede 10. juni 1768 stamhuset Hverringe. Hans ældste søn, dansk gesandt i Stockholm, senere 1. deputeret i Rentekammeret, gehejmeråd, kammerherre og hvid ridder Gregers Christian Juel til Sparresholm og Raskenberg (1738-1776), en myndig og meget dygtig, men reaktionær embedsmand, var, som allerede omtalt, gift med ovennævnte overhofmester Carl Juels enke, f. Raben, stifterinden af stamhuset Juelsberg. Hendes ældste søn i ægteskabet med G.C. Juel, oberst, kammerherre Hans Rudolph Juel (1773-1857), arvede stamhuset Hverringe efter sin farfader og Juelsberg efter sin moders og Carl Juels ovennævnte søn, der altså var hans halvbroder. Begge disse stamhuse blev senere overtaget af Hans Rudolph Juels sønnesøns søn, kammerherre, hofjægermester, cand.polit. Hans Rudolf Juel (1859-1923), hvis broder, kammerherre, hofjægermester, cand.jur. Niels Joachim Christian Gregers Juel (1861-1938), ejede Mejlgård og Østergård. Ceremonimester Peter Juels yngre søn, kaptajn i Søetaten, kammerherre Niels Krabbe Juel til Billeshave (1740-1793), har også efterladt afkom. Hans sønnesøns datter, Anna Sophie Frederikke Augusta Vibeke Juel (1863-1945), enke efter kammerherre, baron Jørgen Rosenkrantz til Sophiendal, var priorinde for Odense Adelige Jomfrukloster.
Foruden de allerede nævnte gårde har slægtens medlemmer skrevet sig til Donslund, Totterupholm, Vormstrup, Lykkesholm, Hesselmed, Gjorslev, Gjesingholm (nu Løvenholm), Buderupholm, Vårgård, Vadbygård, Rønnebæksholm, Hindemae, Holbæk Slots Ladegård, Nordruplund, Ødemark, Broløkke, Bramstrup osv.
Navnet Juel førtes i middelalderen af flere lidet kendte og lidet udbredte adelsslægter med andre våbner. Se i øvrigt slægten Juul.

## Slægtens steder
- Juelsberg
- Juellinge (Stevns)
- Juellinge (Lolland)
- Petersgaard
- Valdemars Slot
- Juels Palæ

## Borgerlige Juel-slægter
Nogle kendte medlemmer af disse slægter er:
- Anna Cathrine Juel (Juul) (1738-1809) – dansk klubværtinde
- Axel Juel (1883-1948) – dansk digter (Axel Niels Christian Juel)
- Christian Juel (politiker) (1828-1914) – dansk politiker (Christian Julius Halfdan Berg Juel)
- Christian Juel (matematiker) (1855-1935) – dansk matematiker (Christian Sophus Juel)